# Нели Константинова
Нели Кирилова Константинова е българска литераторка и преводачка от английски и испански език.
Превежда на български някои от най-изтъкнатите северноамерикански и латиноамерикански автори, сред които Уилям Сароян, Рей Бредбъри, Томас Улф, О. Хенри, Октавио Пас, Габриела Мистрал, Сесар Вайехо, Габриел Гарсия Маркес, Федерико Гарсия Лорка, Хулио Кортасар и други.
За свои учители в превода смята големите български преводачи Кръстан Дянков (с когото имат дългогодишно приятелство и сътрудничество) и Нели Доспевска. Силно се възхищава още и на таланта на Жени Божилова-Хайтова като преводач и на Валери Петров като преводач и поет.
Водещите фактори в подбора на автори за превод от Нели са любовта към необикновеното и към полетите на въображението, трайният интерес към естетиката и светоусещането на латиноамериканската литература, а по-късно и влечение към автори и произведения с позитивна, жизнеутвърждаваща философия и възгледи.

## Биография

### Произход и образование
Нели Константинова е родена през 1948 г. в семейството на инженер и учителка. Учи първо в 38-о ОУ „Васил Априлов“ в София, после завършва Търговско-банковата гимназия, където преподава майка ѝ, а след това продължава образованието си с английска филология в СУ „Климент Охридски“.

### Работа в БТА и БНР
Нели работи като сътрудник и преводач от английски и руски език в Българската телеграфна агенция за период от три години. Там тя развива езиковите си умения и изгражда силно уважение към някои свои колеги и особено към българския преводач и журналист Петко Бочаров. В Българското национално радио Нели работи 7 години. Там тя превежда водещи новини и други материали от международните осведомителни агенции. Успоредно с това започва да усъвършенства своите умения за превод на литература. Първата ѝ преведена книга излиза през 1971 г. Озаглавена „Нещо като нож, нещо като цвете, изобщо като нищо на света“, тя представлява сборник с разкази от Уилям Сароян, като съставителството и преводът са на Нели, а предговорът е от Кръстан Дянков. В края на този период Нели напуска БНР, за да се посвети изцяло на литературния превод.

### 80-те години. Списание „Съвременник“
През 1981 г. Нели става сътрудник, преводач и редактор към литературното списание „Съвременник“, под главната редакция на големия писател Павел Вежинов. Там тя превежда и редактира различни автори от световна величина, включително Нобелови лауреати като Октавио Пас и Висенте Алейксандре.

### След 1991 г. Издателска къща „Анима“
През 1991 г. Нели основава и ръководи малката издателска къща „Анима“. Целта на „Анима“ в ранния етап на демократичния преход е да популяризира сред пост-комунистическото българско общество положителните практики и оптимистични нагласи за личностно и социално усъвършенстване на популярни по това време на запад автори като Ричард Бах и Шърли Маклейн. Книгите на издателството се приемат много добре, публикуват се в няколкохилядни тиражи с допечатки поради голямо търсене, а някои от заглавията се препечатват от други издателства и до днес (като „Едно“ на Ричард Бах).
За оформление на кориците на всички издания на ИК „Анима“ Нели кани талантливата художничка Яна Левиева. През 1992 г. тя бива отличена с награда за корицата на „За да достигнеш плода“ от Шърли Маклейн.

## Свободна практика
От първата ѝ публикувана книга през 1971 г. до 2016 г., понякога успоредно с работата на други места, Нели Константинова продължава да работи като преводач и литератор на свободна практика. Освен художествена литература, след 2000 г. тя превежда филми и работи по стотици преводачески проекти от английски и испански на български език за различни клиенти от цял свят, предимно от Великобритания и САЩ.

## Личен живот
Нели има син на име Павел, кръстен така в знак на уважение към покойния писател и главен редактор на сп. „Съвременник“ Павел Вежинов.

### Преведени произведения на свободна практика
- Уилям Сароян „Нещо като нож, нещо като цвете, изобщо като нищо на света“ (съставителство и превод), ИК „Христо Г. Данов“, 1971, 1980 г.
- Томас Улф, „Паяжината на земята“, новела, част от сборника „Нетърпимост“, съставен от Кръстан Дянков, ИК „Христо Г. Данов“, 1973 г.
- Рей Бредбъри, „Здравей и сбогом“ (съставителство и превод), ИК „Христо Г. Данов“, 1974 г.
- Еулохио Суарес, „Ще се върнем, Чили!“, „Отечествен фронт“, 1975 г.
- „Кондорът лети“, сборник перуански разкази (съставителство и превод), ИК „Христо Г. Данов“, 1977 г.
- „Тайнственият триъгълник“, сборник научнофантастични разкази, ИК „Георги Бакалов“, 1979 г.; в превод на Нели Константинова са: Габриел Гарсия Маркес, „Последното пътуване на призрачния кораб“; Хулио Кортасар, „Аксолотл“; Рей Бредбъри, „Сирената“
- Еулохио Суарес, „Зелената роза“, ИК „Народна култура“, 1980 г.
- Артуро Коркуера, „Зелени приливи“ (съставителство и превод), ИК „Народна култура“, 1981 г.
- Любомир Левчев, „Saludo al Fuego“ (съставителство и превод на испански), Ediciones Avance, Колумбия, 1981 г.
- Рей Бредбъри, „Възпявам електрическото тяло“ (съставителство и превод), ИК „Христо Г. Данов“, 1982 г.
- Мария Луиса Бомбал, „Отвъд живота и смъртта“, ИК „Народна култура“, 1983 г.
- Сесар Вайехо, Габриела Мистрал, Пабло Неруда, „Откриване на живота“ (съставителство и превод), ИК „Христо Г. Данов“, 1984 г.
- Теодоро Нунес Урета, Александър Бешков, Нисим Коен: Албум, ИК „Български художник“, 1985 г.
- О. Хенри, „Зелки и царе“, ИК „Дикта-Орбис“, 1992 г., ИК „Кронос“, 2007 г.
- Бенджамин Хоф, „Даото на Пух“, сп. „Панорама“, 1996 г.
- Ричард Бах, „Джонатан Ливингстън чайката“, ИК „Кибеа“, 1996, 2007, 2012 г.
- Луиз Хей, „Силата е в теб“, ИК „Кибеа“, 1997 г.
- Джералд Джамполски, „Любовта е освобождаване от страха“, ИК „Кибеа“, 1998 г.
- Карлос Кастанеда, „Активната страна на безкрайността“, ИК „Прозорец“, 1998 г.
- Карлос Кастанеда, „Сказания за силата“, ИК „Прозорец“, 1999 г.
- Тайша Абелар, „Магическият преход“, ИК „Прозорец“, 1999 г.
- Карлос Кастанеда, „Магическите движения – Тенсегрити“, ИК „Прозорец“, 1999 г.
- Карлос Кастанеда, „Колелото на времето“, ИК „Прозорец“, 1999 г.
- Кармина Форт, „Срещи с Кастанеда“, ИК „Лик“, 2000 г.
- Грасиела Корвалан, „Разговори с Кастанеда“, ИК „Лик“, 2000 г.
- Тензин Гяцо, Далай Лама XIV, „Изкуството да живееш“, ИК „Прозорец“, 2002 г.
- Карлос Кастанеда, „Наследството на Дон Хуан“, ИК „Прозорец“, 2002 г.
- Кен Игъл Федър, „По следите на свободата“, ИК „Прозорец“, 2004 г.
- Тензин Гяцо, Далай Лама XIV, „Отворено сърце“, ИК „Прозорец“, 2005 г.
- Любен Вълчев, „Жътва“, ИК „Сиела“, 2007 г.

### Преведени произведения за сп. „Съвременник"
- Сесар Вайехо, поетична проза, сп. „Съвременник“
- Октавио Пас, „Приказка за Хуан Миро“, поеми и есета, сп. „Съвременник“
- Хулио Кортасар, „История на кронопите и фамите“, сп. „Съвременник“
- Джеръм Дейвид Селинджър, „Франи“, новела, сп. „Съвременник“
- Федерико Гарсия Лорка, поеми, сп. „Съвременник“
- Висенте Алейксандре, поеми, сп. „Съвременник“
- Габриел Гарсия Маркес, „Любов по време на холерата“, сп. „Съвременник“
- Сесар Калво, „Трите половини на Ино Моксо“, сп. „Съвременник“
- Аугусто Монтеросо, „Черната овца“, сп. „Съвременник“

### Преведени и издадени произведения с ИК „Анима“
- „Практическа медитация“, 1992 г. (себеусъвършенстване)
- Шърли Маклейн, „За да достигнеш плода“, 1992, 1993, 1994 г. (художествена литература)
- Ричард Бах, „Едно“, 1993, 1994 г. от ИК „Анима“, 2006, 2015 г. от други издателски къщи (художествена литература)
- Шърли Маклейн, „Танц в светлината“, 1994, 1995, 1996 г. (художествена литература)
- Мерилин Фъргюсън, „Съзаклятието Водолей“, 1999 г. (социология, философия)

## Преведени филми
През 90-те и в началото на 2000-те години Нели субтитрира десетки хиляди минути документални и игрални филми и сериали за различни телевизионни канали в България. Тя също така превежда субтитри за преиздадени на DVD кино-класики. Сред преведените от нея филми са:
- „Сън в лятна нощ“ по Уилям Шекспир, реж. Уилям Дитерл и Макс Райнхард, от 1935 г.
- „Проклетите седем години“, реж. Били Уайлдър, от 1955 г.
- „Десетте Божи заповеди“, реж. Сесил Демил, от 1956 г.
- „Ню Йорк, Ню Йорк“, реж. Мартин Скорсезе, от 1977 г.
- „Името на розата“ по Умберто Еко, реж. Жан-Жак Ано, от 1986 г.
- Испанския сериал „Хората на Пако“ от 2005 до 2010 г. и др.